# Strandasýsla
Strandasýsla is een district in de IJslandse Vestfirðir (Westfjorden) regio. Het wordt ook wel Strandir genoemd, en de toevoeging sýsla komt waarschijnlijk van het oud-Scandinavische syssel.
Strandasýsla omvat een groot deel van de oostzijde van Westfjordenregio, en heeft een oppervlakte van ongeveer 3504 km². Het gebied omvat 4 gemeenten, namelijk Árneshreppur, Bæjarhreppur, Kaldrananeshreppur en Strandabyggð. De belangrijkste plaatsjes zijn (van noord naar zuid) Drangsnes, Hólmavík en Borðeyri.
Árnessýsla · Austur-Barðastrandarsýsla · Austur-Húnavatnssýsla · Austur-Skaftafellssýsla · Borgarfjarðarsýsla · Dalasýsla · Eyjafjarðarsýsla · Gullbringusýsla · Kjósarsýsla · Mýrasýsla · Norður-Ísafjarðarsýsla · Norður-Múlasýsla · Norður-Þingeyjarsýsla · Rangárvallasýsla · Skagafjarðarsýsla · Snæfells- og Hnappadalssýsla ·   Strandasýsla · Suður-Múlasýsla · Suður-Þingeyjarsýsla · Vestur-Barðastrandarsýsla · Vestur-Húnavatnssýsla · Vestur-Ísafjarðarsýsla · Vestur-Skaftafellssýsla